# BE Circuit 2008/09 (Finale)
Der BE Circuit 2008/09 im Badminton wurde mit einem Finale abgeschlossen. Es fand vom 5. bis zum 6. Juni 2009 in Assen, Niederlande, statt. Es war das fünfte Mal, dass ein Circuit von einem Finalturnier gekrönt wurde.

## Ergebnisse

### Herreneinzel

#### Gruppe 1
| Datum        | Sieger        | Verlierer              | Ergebnis         |
| ------------ | ------------- | ---------------------- | ---------------- |
| 5. Juni 2009 | Raul Must     | Christian Lind Thomsen | 21 - 16, 21 - 13 |
| 5. Juni 2009 | Dicky Palyama | Christian Lind Thomsen | 21 - 12, 21 - 19 |
| 6. Juni 2009 | Raul Must     | Dicky Palyama          | 21 - 8, 21 - 19  |

| Name                   | Punkte | Spiele | Gew | Ver |
| ---------------------- | ------ | ------ | --- | --- |
| Raul Must              | 2      | 2      | 2   | 0   |
| Dicky Palyama          | 1      | 2      | 1   | 1   |
| Christian Lind Thomsen | 0      | 2      | 0   | 2   |

#### Gruppe 2
| Datum        | Sieger       | Verlierer  | Ergebnis         |
| ------------ | ------------ | ---------- | ---------------- |
| 5. Juni 2009 | Rajiv Ouseph | Jan Vondra | 22 - 20, 21 - 14 |
| 5. Juni 2009 | Jan Vondra   | Ville Lång | 21 - 10, 23 - 21 |
| 6. Juni 2009 | Rajiv Ouseph | Ville Lång | 21 - 11, 24 - 22 |

| Name         | Punkte | Spiele | Gew | Ver |
| ------------ | ------ | ------ | --- | --- |
| Rajiv Ouseph | 2      | 2      | 2   | 0   |
| Jan Vondra   | 1      | 2      | 1   | 1   |
| Ville Lång   | 0      | 2      | 0   | 2   |

#### Finale
| Datum        | Sieger    | Verlierer    | Ergebnis         |
| ------------ | --------- | ------------ | ---------------- |
| 6. Juni 2009 | Raul Must | Rajiv Ouseph | 19 - 21, 20 - 22 |

### Dameneinzel

#### Gruppe 1
| Datum        | Sieger            | Verlierer        | Ergebnis                  |
| ------------ | ----------------- | ---------------- | ------------------------- |
| 5. Juni 2009 | Petya Nedelcheva  | Jill Pittard     | 21 - 11, 21 - 18          |
| 5. Juni 2009 | Rachel van Cutsen | Jill Pittard     | 21 - 18, 22 - 20          |
| 6. Juni 2009 | Rachel van Cutsen | Petya Nedelcheva | 13 - 21, 21 - 14, 21 - 12 |

| Name              | Punkte | Spiele | Gew | Ver |
| ----------------- | ------ | ------ | --- | --- |
| Rachel van Cutsen | 2      | 2      | 2   | 0   |
| Petya Nedelcheva  | 1      | 2      | 1   | 1   |
| Jill Pittard      | 0      | 2      | 0   | 2   |

#### Gruppe 2
| Datum        | Sieger         | Verlierer     | Ergebnis                  |
| ------------ | -------------- | ------------- | ------------------------- |
| 5. Juni 2009 | Linda Zechiri  | Kati Tolmoff  | 21 - 14, 10 - 21, 21 - 19 |
| 5. Juni 2009 | Juliane Schenk | Kati Tolmoff  | 21 - 10, 21 - 14          |
| 6. Juni 2009 | Juliane Schenk | Linda Zechiri | 21 - 13, 21 - 17          |

| Name           | Punkte | Spiele | Gew | Ver |
| -------------- | ------ | ------ | --- | --- |
| Juliane Schenk | 2      | 2      | 2   | 0   |
| Linda Zechiri  | 1      | 2      | 1   | 1   |
| Kati Tolmoff   | 0      | 2      | 0   | 2   |

#### Finale
| Datum        | Sieger            | Verlierer      | Ergebnis         |
| ------------ | ----------------- | -------------- | ---------------- |
| 6. Juni 2009 | Rachel van Cutsen | Juliane Schenk | 24 - 22, 21 - 17 |

### Herrendoppel
| Datum        | Sieger                   | Verlierer                                  | Ergebnis                  |
| ------------ | ------------------------ | ------------------------------------------ | ------------------------- |
| 6. Juni 2009 | Jürgen Koch Peter Zauner | Kasper Faust Henriksen Christian Skovgaard | 22 - 20, 22 - 24, 21 - 19 |

### Damendoppel
| Datum        | Sieger                           | Verlierer                                | Ergebnis         |
| ------------ | -------------------------------- | ---------------------------------------- | ---------------- |
| 6. Juni 2009 | Emelie Lennartsson Emma Wengberg | Rachel van Cutsen Paulien van Dooremalen | 21 - 18, 21 - 19 |

### Mixed
| Datum        | Sieger                      | Verlierer                        | Ergebnis         |
| ------------ | --------------------------- | -------------------------------- | ---------------- |
| 6. Juni 2009 | Vitaliy Durkin Nina Vislova | Valeriy Atrashchenkov Elena Prus | 21 - 18, 21 - 16 |